# Hispasat 136W-1
Hispasat 136W-1 (vormals Hispasat 1D, Hispasat 30W-4 und Hispasat 143W-1) war ein Fernsehsatellit des spanischen Satellitenbetreibers Hispasat. Das Programmangebot richtet sich vor allem an Bewohner der Iberischen Halbinsel.
Der Satellit wurde als Hispasat 1D am 18. September 2002 von der Cape Canaveral Air Force Station an Bord einer Atlas-II-Trägerrakete ins All befördert. 
Er ersetzte die damals nicht mehr aktiven Satelliten Hispasat 1A und Hispasat 1B.
Im März wurde er nach seiner Position bei 30° West in Hispasat 30W-4 umbenannt. Danach wurde er zuerst nach 143° West, danach nach 136° West verschoben wurde, weswegen er in Hispasat 143W-1 bzw. 136W-1 umbenannt wurde.
Inzwischen ist er nicht mehr in Betrieb und wurde in einen Friedhofsorbit gebracht.

## Empfang
Der Satellit kann in Europa, Nordamerika und Südamerika empfangen werden. 
Die Übertragung erfolgt im Ku-Band.